# Lessdija Kiaba Lerra
Lessdija Kiaba Lerra est une femme politique de la république démocratique du Congo. Elle est ministre de l'environnement.